# REAL (album)
Real är det åttondel albumet av L'Arc-en-Ciel. Det gavs ut 30 augusti 2000 på Ki/oon Records.

## Låtlista
| Nr | Titel                                  | Text  | Musik    |
| -- | -------------------------------------- | ----- | -------- |
| 1  | Get out from the Shell -Asian Version- | Hyde  | Yukihiro |
| 2  | The Nepenthes                          | Hyde  | Ken      |
| 3  | Neo Universe                           | Hyde  | Ken      |
| 4  | Bravery                                | Tetsu | Tetsu    |
| 5  | Love Flies                             | Hyde  | Ken      |
| 6  | Finale                                 | Hyde  | Tetsu    |
| 7  | Stay Away                              | Hyde  | Tetsu    |
| 8  | Route 666                              | Hyde  | Hyde     |
| 9  | Time Slip                              | Hyde  | Ken      |
| 10 | A Silent Letter                        | Hyde  | Ken      |
| 11 | All Year Around Falling in Love        | Hyde  | Hyde     |